# RIM-66 (ミサイル)
RIM-66 スタンダード（英語: RIM-66 Standard）は、アメリカ合衆国のジェネラル・ダイナミクス社が開発した艦対空ミサイル。スタンダードミサイルの中射程型（Medium Range, MR）にあたり、原型のSM-1MRと、発展型のSM-2MRがある。

## SM-1MR

### 開発に至る経緯
SM-1MRは、先行するターター（1962年運用開始）の代替にあたる。ターターやテリア（1954年運用開始）、そしてテリアよりも長射程のタロス（1957年運用開始）は一般に3-Tとして知られるが、1958年の時点で、既にこれらのシステムのリアクションタイムや信頼性についての懸念から、後継としてスーパー・タロスおよびスーパー・テリア（後のタイフォン）の開発が着手されていた。タロスとテリアは全く別の設計によって開発されていたのに対し、タイフォンでは、ミサイルそのものは標準化して、長射程が必要な場合にはブースターを付して射程を延伸するというコンセプトが採用された。
タイフォン計画は技術的・コスト的な問題に直面して1963年12月に断念されたものの、海軍作戦部長はミサイルの問題に対処するための長期的な研究開発プロジェクトを発足させており、タイフォンで採択されていたミサイル標準化のコンセプトを敷衍していくことが決定された。これに基づいて、中射程型（MR）および長射程型（ER）をファミリー化するかたちで開発されたのがスタンダードであり、早くも1963年10月には水上ミサイル・システム計画室（Surface Missile Systems Project Office）によって計画が正式に公表され、1964年12月にはジェネラル・ダイナミクス社との間で1,300万米ドルの契約が締結された。
1961年のテリアのセミアクティブ・レーダー・ホーミング（SARH）誘導モデル（テリアHT）の生産開始とともに、既に改良型ターター（IT）との統合が図られており、価格ベースで85％の部品が共用化されていた。この共用化を背景として、SM-1MRは改良型ターター改造型（RIM-24C）を、また長射程型のSM-1ERはテリアHT-3（RIM-2F）をベースとして開発された。1967年3月、ジェネラル・ダイナミクス社のポモナ部門は、新型ミサイルの本格的な生産契約を獲得した。

### ブロックIV (RIM-66A)
RIM-24 ターターの後継として開発されたのがRIM-66 SM-1MRであり、最初の量産モデルであるブロックIVはRIM-66Aとして1968年より配備を開始して、計1,665発が生産された。また量産前モデルと位置付けられたブロックIIIも、1,194発が生産されて、1970年よりブロックIV仕様に改修された。これらのモデルはSM-1Aとも称される。
SM-1MRブロックIVはあくまで漸進策と位置付けられたこともあり、多くの点でRIM-24Cの設計が踏襲されている。レイセオン社製のSARH誘導装置（コニカルスキャン方式、半導体化アナログコンピュータ使用）、海軍兵器センター (NWC) 製のMk.51弾頭（連続ロッド式）、エアロジェット社製のMk.27 mod.4デュアルスラスト型ロケット・モーター (DTRM) などが、RIM-24Cから引き継がれた。
一方、飛行制御部は大きく変更された。適応制御に対応したMk 1オートパイロットの導入により、ミサイル推力や外部環境の変化に適応できるようになった。また動翼の駆動方式も電気油圧式から電動式に変更されており、ウォームアップ時間が26秒から1⁄15秒へと大幅に短縮されたほか、信頼性も向上している。またこれによって艦上での整備・点検の必要性がなくなり、ミサイルは3年間の期間は点検不要な"wooden round"として納入されるようになった。

### ブロックV (RIM-66B)
1969年から1974年までの生産分はブロックVに移行し、RIM-66Bとして配備された。
SM-1MRブロックVでは、下記のように、ターターから導入されたミサイルの主要構成部品の多くが新開発品に更新された。
- 誘導装置 - 走査方式はターター以来のコニカルスキャンからシーケンシャルプレーンスキャン（SPS）へ
- 弾頭部 - ターター以来のMk.51（連続ロッド式）からMk.90（爆風破片効果式）へ
- 推進装置 - ターター以来のMk.27 DTRMから新型のMk.56 mod.1 DTRMへ[注 4]

またブロックIVで導入されたオートパイロットも集積回路化された。

### ブロックVI (RIM-66E)
1986年から1996年までの生産分はブロックVIに移行し、RIM-66Eとして配備された。
SM-1MRブロックVIでは、下記のように主要構成部品の多くが更新されており、その一部はSM-2ブロックIと同じものであった。
- 誘導装置 - SM-2で導入されたのと同型の、電子防護性に優れたモノパルス・レーダーを用いたジェネラル・ダイナミクス社のSARH誘導装置が導入された[4][3]。また誘導コンピュータはデジタル化、受信機も半導体化された[4][3]。
- 弾頭部 - 新開発の近接信管（TDD Mk.45 mod.4）が導入された[7]。またRIM-66E-3/8ではSM-2と同じMk.115弾頭が導入されたほか、ブロックVIA（RIM-66E-5）およびVIB（RIM-66E-6）では低RCS目標に対処できるように近接信管を改良しており[3]、ブロックVIAではTDD Mk.45 mod.6、ブロックVIBではTDD Mk.45 mod.7が搭載された[4]。

### SSMモデル (RGM-66)
SM-1はもともと対艦兵器としても使えるようになっているが、SM-1MRブロックVをもとに艦対艦ミサイル版として開発されたのがRGM-66であり、パッシブ・レーダー・ホーミング（PRH）誘導を採用している。単装発射筒に収容されていたRGM-66Dと、アスロック発射機用のRGM-66Eがあった。またアクティブ・レーダー・ホーミング（ARH）誘導のRGM-66Fも開発されたものの、ハープーンのほうが性能が優れていたため、配備には至らなかった。
RGM-66Dは、ジェネラル・ダイナミクス社が西ドイツ海軍向けに開発していたターター-ブルパップを装備化したもので、ISSM（interim surface-to-surface missile）と呼称されており、1971年にアシュビル級哨戒艇「ベニシア」で試射を成功させたのち、同級の一部に後日装備されたほか、韓国海軍が運用する同級の準同型艇など初期のミサイル艇の一部に搭載された。またRGM-66Eはノックス級フリゲートの一部に搭載されたが、こちらは後にハープーンに更新された。

### 採用国と搭載艦艇
- アメリカ海軍
  - オールバニ級ミサイル巡洋艦
  - カリフォルニア級原子力ミサイル巡洋艦
  - バージニア級原子力ミサイル巡洋艦
  - チャールズ・F・アダムズ級ミサイル駆逐艦
  - ジョン・ポール・ジョーンズ級ミサイル駆逐艦
  - ミッチャー級駆逐艦
  - キッド級ミサイル駆逐艦
  - ブルック級ミサイルフリゲート
  - オリバー・ハザード・ペリー級ミサイルフリゲート
- イタリア海軍
  - インパヴィド級駆逐艦
  - アウダーチェ級駆逐艦
  - デ・ラ・ペンネ級駆逐艦
- オーストラリア海軍
  - パース級駆逐艦
  - アデレード級フリゲート

- オランダ海軍
  - トロンプ級フリゲート
  - ヤコブ・ファン・ヘームスケルク級フリゲート
- スペイン海軍
  - バレアレス級フリゲート
  - サンタ・マリア級フリゲート
- 西ドイツ海軍
  - リュッチェンス級駆逐艦
- 海上自衛隊
  - 護衛艦「あまつかぜ」
  - たちかぜ型護衛艦
  - はたかぜ型護衛艦
- フランス海軍
  - ケルサン級駆逐艦
  - カサール級駆逐艦
- 中華民国海軍
  - 富陽級駆逐艦[注 5]
  - 済陽級フリゲート（中国語版）[注 6]
  - 成功級フリゲート

## SM-2MR

### 開発に至る経緯
タイフォン計画の失敗を受けて、1963年より先進水上ミサイル・システム（ASMS）計画が開始された。当初、ミサイルは新規開発とすることも視野に入れられていたが、1968年の第2回水上ミサイルシステム技術企画班（Surface Missile System Technical Planning Group II, SMS-TPGII）での決定に基づき、SM-1MRに所定の改訂を加えたミサイルを使用することとなった。
1969年にASMS計画がイージス計画と改称されるのとあわせて、この改良型ミサイルはSM-2MRと称されるようになった。またSMS-TPGIIでは、この改良型ミサイルやその長射程型を、既存のターターないしテリア搭載艦にも搭載できるように互換性を確保することも提言していた。

### ブロックI (RIM-66C/D)
上記の経緯もあって、SM-2の開発は、イージス計画と関連する形で1969年より着手されており、漸進版であるブロックIは1977年より生産を開始して1979年に就役し、1983年度まで調達されていた。イージスシステム向けのモデルはRIM-66C、ターター・システム向けのモデルはRIM-66Dとして制式化された。
SM-2MRブロックIの設計は、基本的にはSM-1MRブロックVと同様である。最大の変更点が誘導装置で、Mk 2 mod 3オートパイロットを備えており、慣性航法に対応するとともに、無線通信による指令誘導を受けて、目標の機動に対応して針路を変更することもできるようになった。これにより、ミサイルの航程の終末部分でだけSARH誘導のためのレーダービームを照射すればよくなったため、同時に複数の目標に対処できるようになった。なお、これはアメリカの戦術ミサイルとして初めて慣性航法を導入したものであった。
中間指令誘導のための通信は、イージス艦の場合は送受信ともにAN/SPY-1多機能レーダーが担当しており、変調方式としては、艦からミサイルへのアップリンクでは周波数偏移変調（FSK）、ミサイルから艦へのダウンリンクではパルス位置変調（PPM）が用いられる。一方、ターター艦の場合はこれに相当するようなSバンドのマイクロ波の送信設備がないため、NTU (New Threat Upgrade) 改修の一環として、もともと搭載されているAN/SPG-51火器管制レーダーを使ってXバンドでのアップリンクを送信できるようにするとともに、Sバンドでのダウンリンクを受けるためのAN/SYR-1受信装置が搭載された。ただしこのXバンドでのアップリンクは副搬送波変調を用いていることもあって、通信速度はSバンドでのリンクと比べて3桁落ちとなっており、通信が行われる頻度も低い。
ロケットエンジンはSM-1MRブロックVと同じMk.56 DTRMで、弾体の空力性能も変わらないが、上記のような誘導方式変更によって飛翔経路が合理化されたことから、射程は60パーセント延伸された。

### ブロックII (RIM-66G/H/J)
SM-2MR本来の機能を実現した最初のモデルがブロックIIであり、1984年に就役した。イージスシステム向けのモデルがRIM-66G、イージスシステムの中でもVLSに対応したモデルがRIM-66H、ターター・システム向けのモデルがRIM-66Jとして制式化された。
ブロックIIは、高高度を高速で飛来するAS-4やAS-6といった対艦ミサイルの迎撃に主眼をおいていた。全長は24センチ長くなり、推進装置はチオコール社製のMk.104 DTRM（推進剤381.4kg）に変更された。このロケット・モーターは、速度、操縦性、航続距離の大幅な改善をもたらし、SM-2MRの最終性能を約60％向上させており、特に射程距離は、射撃指揮装置のイルミネーターによる照射可能距離の限界に近い距離にまで延伸された。また高速目標に対する要撃性能を向上させるため、弾頭はMk.115、また信管もTDD Mk.45 mod.5に更新されたほか、デジタルシグナルプロセッサには高速フーリエ変換技術が導入された。

### ブロックIII (RIM-66K/L/M)
SM-2MRブロックIIの開発・配備によって高高度・高速目標の迎撃能力については一定の目処がついたことから、その後のSM-2MRでは低高度目標に対する迎撃能力の向上が求められることになった。
まず信管をTDD Mk.45 mod.8に更新したブロックIIIミサイルが開発され、1988年・1990年度で710発が調達された（単価51万ドル）。ターター・システム向けモデルがRIM-66K-1、イージスシステム向けのモデルがRIM-66L-1、VLS向けのモデルがRIM-66M-1として制式化され、1990年に就役して巡洋艦と駆逐艦のブロックIIを代替した。
その後、1991年度以降の調達分は、弾頭をより強力なMk.125に変更、これとあわせて信管もTDD Mk.45 mod.9に更新したブロックIIIAミサイルに移行した。ターター・システム向けモデルがRIM-66K-2、イージスシステム向けのモデルがRIM-66L-2、VLS向けのモデルがRIM-66M-2として制式化された。
また従来のSARH誘導のほか、赤外線誘導にも切り替えて用いることができるブロックIIIBミサイルも開発された。これはレイセオン社とジェネラル・ダイナミクス社が協同で開発したMHIP（Missile-Homing Improvement Program）の成果を導入したもので、1991年より、まず既存のミサイルをこの規格に改修するためのキットが調達されており、1994年からの試験を経て、1997年より配備された。制式名はRIM-66M-5とされる。
これらに続くブロックIVはSM-2ERの系譜であり、RIM-156Aという新しい設計番号が付与され、後にはアクティブ・レーダー・ホーミング（ARH）誘導にも対応したSM-6へと発展した。そして2010年代後半からはその成果のSM-2MRへの導入が図られ、SM-6ブロックIの技術を導入したモデルがブロックIIIC、SM-6ブロックIAの技術を導入したモデルがブロックIIICUとされる。

### 採用国と搭載艦艇
- アメリカ海軍
  - タイコンデロガ級ミサイル巡洋艦
  - アーレイ・バーク級ミサイル駆逐艦
  - コンステレーション級ミサイルフリゲート
  - DDG(X)
- オーストラリア海軍
  - ホバート級駆逐艦
  - ハンター級フリゲート
- オランダ海軍
  - デ・ゼーヴェン・プロヴィンシェン級フリゲート
- カナダ海軍
  - イロクォイ級ミサイル駆逐艦
  - フレーザー級駆逐艦（英語版）
- 海上自衛隊
  - こんごう型護衛艦
  - あたご型護衛艦
  - まや型護衛艦

- スペイン海軍
  - アルバロ・デ・バサン級フリゲート
  - ボニファス級フリゲート
- 大韓民国海軍
  - 李舜臣級駆逐艦
  - 世宗大王級駆逐艦
- デンマーク海軍
  - イーヴァル・ヒュイトフェルト級フリゲート
- ドイツ海軍
  - ザクセン級フリゲート
  - 127型フリゲート

## 比較表
| バージョン           | 弾頭   | DTRM   | 全長   | 射程    | 誘導方式            |
| -------------------- | ------ | ------ | ------ | ------- | ------------------- |
| SM-1MRブロックIV     | Mk.51  | Mk.27  | 4.47 m | 32.0 km | SARH                |
| SM-1MRブロックV      | Mk.90  | Mk.56  | 4.47 m | 45.7 km | SARH                |
| SM-2MRブロックI      | Mk.90  | Mk.56  | 4.47 m | 74 km   | SARH＋INS＋指令     |
| SM-1MRブロックVI     | Mk.115 | Mk.56  | 4.47 m | 45.7 km | SARH                |
| SM-2MRブロックII/III | Mk.115 | Mk.104 | 4.72 m | 167 km  | SARH＋INS＋指令     |
| SM-2MRブロックIIIA   | Mk.125 | Mk.104 | 4.72 m | 167 km  | SARH＋INS＋指令     |
| SM-2MRブロックIIIB   | Mk.125 | Mk.104 | 4.72 m | 167 km  | SARH/IRH＋INS＋指令 |
| SM-2MRブロックIIIC   | Mk.125 | Mk.104 | 4.72 m | 167 km  | SARH/ARH＋INS＋指令 |